# (400279) 2007 RP302
(400279) 2007 RP302 es un asteroide perteneciente al cinturón de asteroides, descubierto el 9 de septiembre de 2007 por el equipo del Mount Lemmon Survey desde el Observatorio del Monte Lemmon, Arizona, Estados Unidos.

## Designación y nombre
Designado provisionalmente como 2007 RP302.

## Características orbitales
2007 RP302 está situado a una distancia media del Sol de 2,413 ua, pudiendo alejarse hasta 2,859 ua y acercarse hasta 1,967 ua. Su excentricidad es 0,184 y la inclinación orbital 1,264 grados. Emplea 1369,18 días en completar una órbita alrededor del Sol.

## Características físicas
La magnitud absoluta de 2007 RP302 es 18,1.